# Kris Burton
Pour les articles homonymes, voir Burton.

a Compétitions nationales et continentales officielles uniquement.

b Matchs officiels uniquement.
Dernière mise à jour le 8 février 2017.
Kristopher Shaun Burton dit Kris Burton, né le 4 août 1980 à Brisbane (Australie), est un joueur de rugby à XV italien d'origine australienne évoluant au poste de demi d'ouverture. Il joue en équipe d'Italie entre 2007 et 2013.

## Carrière

### En sélection nationale
Kris Burton honore sa première cape internationale en équipe d'Italie le 2 juin 2007 contre l'équipe d'Uruguay.
Il prend sa retraite internationale en mai 2013.

## Palmarès

### En club
Néant 

### En sélection nationale
- 21 sélections entre 2007 et 2013.
- 87 points (1 essai, 17 pénalités, 11 transformations, 3 drops)
- Sélection par années: 2 en 2007, 2 en 2008, 5 en 2011, 9 en  2012 et 3 en 2013.